# Dolní Vesce
Dolní Vesce je osada, část obce Římov v okrese České Budějovice v Jihočeském kraji. Nachází se asi dva kilometry západně od Římova. Jsou zde evidovány čtyři adresy. V roce 2011 zde trvale žili tři obyvatelé.
Dolní Vesce leží v katastrálním území Římov o výměře 6,55 km².

## Historie
První písemná zmínka o vesnici pochází z roku 1264.

## Obyvatelstvo
| Rok            | 1869 | 1880 | 1890 | 1900 | 1910 | 1921 | 1930 | 1950 | 1961 | 1970 | 1980 | 1991 | 2001 | 2011 | 2021 |
| -------------- | ---- | ---- | ---- | ---- | ---- | ---- | ---- | ---- | ---- | ---- | ---- | ---- | ---- | ---- | ---- |
| Počet obyvatel | 30   | 30   | 30   | 29   | 21   | 37   | 26   | 18   | 16   | 10   | 7    | 3    | 2    | 3    | 8    |
| Počet domů     | 4    | 4    | 4    | 4    | 4    | 4    | 4    | 4    | 4    | 3    | 3    | 4    | 4    | 4    | 4    |